# New Year's Revolution 2007
New Year's Revolution 2007 è stata la terza ed ultima edizione dell'omonimo evento in pay-per-view prodotto dalla World Wrestling Entertainment. L'evento, esclusivo del roster di Raw, si è svolto il 7 gennaio 2007 alla Kemper Arena a Kansas City.
L'evento, inoltre, è stato l'ultimo ad essere esclusivo di Raw prima del ritorno ai pay-per-view interbrand avvenuta con Backlash.

## Storyline
Nella puntata di Raw del 13 novembre 2006 venne annunciato un match tra il WWE Champion John Cena e Umaga che, però, terminò in no contest a causa di un'interferenza dell'allora ECW World Champion Big Show. Tre settimane dopo, Umaga (tramite il suo manager Armando Alejandro Estrada) sfidò Cena per il WWE Championship e quest'ultimo accettò. La settimana successiva, a Raw, Umaga attaccò Cena facendo scattare l'intervento della sicurezza, che divise i due. Dato ciò, venne stabilito che entrambi non si sarebbero più potuti attaccare l'un l'altro fino al giorno del loro match titolato in quel di New Year's Revolution. Nella puntata di Raw del 1º gennaio 2007, nonostante quanto stabilito il mese precedente, Umaga interferì nel No Disqualification match tra Cena e Kevin Federline e colpì il campione con il WWE Championship dando la vittoria a Federline. Più tardi in serata, Cena si riprese e restituì il favore al Samoan Bulldozer colpendolo ripetutamente con una sedia d'acciaio.
Nella puntata di Raw del 9 ottobre 2006, Edge propose a Randy Orton un'alleanza per contrastare la D-Generation X (Triple H e Shawn Michaels), dato che Orton aveva avuto dei trascorsi non proprio positivi con Triple H quando venne estromesso dall'Evolution per aver vinto il World Heavyweight Championship contro Chris Benoit nel 2004. Dopo che Orton accettò, lui e Edge presero in giro la D-Generation X vestendosi come loro. A Cyber Sunday, i Rated-RKO (Edge e Orton) sconfissero la D-Generation X in un Tag Team match con Eric Bischoff come arbitro speciale. Dopo aver sconfitto la DX, Edge e Orton conquistarono il World Tag Team Championship sconfiggendo Ric Flair e Roddy Piper nella puntata di Raw del 13 novembre. In seguito alla conquista dei titoli di coppia, Triple H e Michaels sfidarono Edge e Orton in un 5-on-5 Survivor Series match per Survivor Series. A Survivor Series il Team DX di HHH e HBK si impose nettamente sul Team Rated-RKO, vincendo senza che nessun membro della propria squadra venisse eliminato dalla contesa. Dopo i continui attacchi tra i due team nel corso del mese successivo, la DX sfidò Edge e Orton in un Tag Team match valido per il World Tag Team Championship per New Year's Revolution.
Nella puntata di Raw del 2 ottobre 2006, Jeff Hardy sconfisse Johnny Nitro conquistando il WWE Intercontinental Championship. Nella puntata di Raw del 6 novembre, Hardy mantenne il titolo sconfiggendo Nitro per squalifica. La settimana successiva, a Raw, Nitro riconquistò l'Intercontinental Championship in un No Disqualification match, grazie all'interferenza della sua ragazza Melina. La settimana dopo, a Raw, Hardy si riprese la cintura vincendo un Ladder match. Nella puntata di Raw del 27 novembre sia Hardy che Nitro si riunirono con i loro storici compagni di tag team, Jeff riformò gli Hardy Boyz con suo fratello Matt Hardy e Nitro riformò gli MNM con Joey Mercury e ciò portò ad un Tag Team match tra i due team a December to Dismember, dove Matt e Jeff prevalsero. Ad Armageddon gli MNM e gli Hardy Boyz competerono in un Fatal 4-Way Tag Team Ladder match valido per il WWE Tag Team Championship di Paul London e Brian Kendrick, ma nessuno dei due team riuscì a vincere. Nella puntata di Raw del 18 dicembre Johnny Nitro sfidò Jeff Hardy in uno Steel Cage match per l'Intercontinental Championship per New Year's Revolution.

## Evento
Prima della messa in onda dell'evento, Vladimir Kolzov sconfisse Eugene.

### Match preliminari
L'evento si aprì con lo Steel Cage match valevole per l'Intercontinental Championship tra il campione Jeff Hardy e lo sfidante Johnny Nitro. Dopo un batti e ribatti iniziale, Hardy tentò la scalata della struttura, però Nitro lo bloccò per poi colpirlo con un superplex dalla terza corda. Dopo averlo gettato contro la gabbia, Hardy colpì Nitro con un russian legsweep dalla terza corda. Successivamente Hardy bloccò l'uscita di Nitro dalla gabbia colpendolo con un sunset flip powerbomb dal paletto. Dopo aver eseguito un missile dropkick e un neckbreaker su Hardy, Nitro tentò un attacco aereo che, tuttavia, fallì poiché lo stesso Hardy lo colpì in mezz'aria con un dropkick. Poco dopo, Hardy eseguì la Swanton Bomb su Nitro per poi schienarlo; tuttavia quest'ultimo si liberò dallo schienamento dopo aver toccato una corda del ring. Nel finale, mentre Nitro era in procinto di evadere dalla cima della struttura, Melina (manager di Nitro) si mise davanti alla porta della gabbia per bloccare l'uscita di Hardy da essa. Dopo che l'arbitro spostò Melina, Nitro si lasciò cadere per atterrare al suolo; tuttavia Hardy aprì la porta della gabbia colpendo lo stesso Nitro nella parti basse. Con Nitro che era rimasto dolorante a cavalcioni sulla porta, Hardy ne approfittò ed uscì dalla gabbia per vincere il match e mantenere il titolo.
Il secondo incontro della serata fu il Tag Team Turmoil match per determinare i contendenti n°1 al World Tag Team Championship. Il match iniziò con gli Highlanders (Robbie McAllister e Rory McAllister) e il World's Greatest Tag Team (Charlie Haas e Shelton Benjamin). Dopo un batti e ribatti, Robbie tentò un attacco aereo, però Benjamin lo bloccò per poi stenderlo con un superplex dalla terza corda. Benjamin schienò poi Robbie per eliminare gli Highlanders dalla contesa. Successivamente Jim Duggan e Super Crazy entrarono per terzi, con il primo che colpì Benjamin con una clothesline. Dopo essere diventato l'uomo legale, Crazy colpì sia Haas che Benjamin con una serie di dropkick per poi eseguire uno standing moonsault sul secondo. Poco dopo, Crazy tentò un moonsault dal paletto ai danni di Haas; tuttavia Benjamin lo colpì illegalmente, permettendo ad Haas di schienarlo con un german suplex per eliminare sia lui che Duggan dal match. In seguito Lance Cade e Trevor Murdoch entrarono per quarti, fronteggiando Haas e Benjamin. Dopo vari scambi di colpi, Haas applicò la Haas of Pain su Murdoch; tuttavia l'arbitro si distrasse con Benjamin, consentendo involontariamente a Cade l'esecuzione di un diving elbow drop su Haas. Murdoch ne approfittò e schienò Haas per eliminare il World's Greatest Tag Team dall'incontro. Dopodiché i Cryme Tyme (JTG e Shad Gaspard) entrarono per ultimi, dominando subito Cade e Murdoch. Dopo un batti e ribatti tra i due team, Cade e Murdoch tentarono la Sweet & Sour su Shad, ma quest'ultimo evitò la manovra facendo scontrare i propri avversari l'uno contro l'altro. Nel finale, i Cyme Tyme eseguirono la G9 su Murdoch per poi schienarlo e vincere il match.
Il match successivo fu tra Ric Flair e Kenny Dykstra. Durante la fasi iniziali, Flair si portò in vantaggio nei confronti di Kenny dopo averlo colpito con varie knife edge chops e dei suplex. Successivamente Dykstra reagì e colpì Flair con un suplex all'esterno del ring per poi applicare su di lui una boston crab, dal quale lo stesso Flair si liberò dopo aver toccato le corde del quadrato. Dopo essere stato colpito da un missile dropkick, Flair attaccò ripetutamente un ginocchio di Kenny per poi intrappolarlo nella figure-four leglock. Dopo essersi liberato a fatica dalla presa, Dykstra approfittò di un momento di distrazione dell'arbitro per colpire Flair con un colpo basso. Nel finale, dopo averlo colpito illegalmente, Dykstra schienò Flair con un roll-up per vincere il match.
Il quarto incontro dell'evento fu quello valevole per il Women's Championship tra la campionessa Mickie James e la sfidante Victoria. Durante le fasi iniziali, Victoria dominò la James per poi tentare un moonsault dalla terza corda; tuttavia la campionessa si spostò facendo schiantare la stessa Victoria sul tappeto del ring. Dopo essere stata colpita da una headscissor, Victoria tentò la Widow's Peak sulla James, però quest'ultima rovesciò la manovra in un roll-up per schienare Victoria. Dopo essersi liberata dallo schienamento, Victoria tentò un'altra Widow's Peak ma la James contrattaccò colpendola con una Tornado DDT. Mickie schienò così Victoria per vincere il match e mantenere il titolo.
Il match seguente fu quello valevole per il World Tag Team Championship tra la coppia campione Rated RKO (Edge e Randy Orton) e quella sfidante D-Generation X (Triple H e Shawn Michaels). Mentre i Rated RKO stavano per fare la loro entrata sul ring, la DX li attaccò sullo stage con Triple H che eseguì un back bodydrop su Edge e con Michaels che lanciò Orton contro dei gradoni d'acciaio. Dopo che l'incontro iniziò ufficialmente sul quadrato, Michaels dominò Edge colpendolo prima con un flying forearm smash e poi con un diving elbow drop. Dopo essersi gettato su entrambi gli avversari con un pescado all'esterno del ring, Michaels venne prima colpito da una Spear di Edge sull'apron ring e poi illegalmente da Orton con un titolo di coppia. Dopodiché, sfruttando il colpo inflittogli da Orton, i Rated RKO dominarono Michaels colpendolo con varie manovre combinate. Dopo aver evitato una RKO di Orton, Michaels diede il cambio a Triple H che colpì prima Edge con un high knee e un facebreaker knee smash e poi Orton con una spinebuster; tuttavia, dopo aver eseguito tale mossa, Triple H riportò la rottura di un tendine del quadricipite della gamba (legit). Nonostante il grave infortunio patito, Triple H eseguì una spinebuster su Edge per poi essere colpito dalla RKO di Orton. Dopo che Orton venne colpito dalla Sweet Chin Music di Michaels, Edge gettò fuori dal ring lo stesso Michaels per poi schienare Triple H il quale, tuttavia, si liberò incredibilmente dallo schienamento. Dopo essere riuscito a connettere il Pedigree su Edge, Triple H provò lo schienamento ma lo stesso Edge si liberò al conteggio di due. Dopo aver colpito l'arbitro, Michaels colpì violentemente sia Edge che Orton con una sedia, aprendo una vistosa ferita al volto del secondo. In seguito Triple H eseguì un Pedigree su Edge sopra un tavolo dei commentatori, mentre Michaels salì sul paletto del ring per poi colpire Orton con un diving elbow drop sull'altro tavolo dei commentatori. Il match terminò dunque in un no-contest, con i Rated RKO che rimasero campioni di coppia.
Nel sesto incontro della serata Chris Masters affrontò Carlito. Durante le fasi iniziali, Carlito colpì Masters con un dropkick per poi eseguire su di lui uno springboard moonsault. In seguito Masters reagì e colpì Carlito con una clothesline per poi tentare la Masterlock che, però, venne contrattaccata dallo stesso Carlito. Successivamente Carlito eseguì uno springboard back elbow su Masters per poi colpirlo con un flapjack e schienarlo; tuttavia Masters si liberò al conteggio di due. Nel finale, dopo aver contrattaccato una manovra aerea, Masters schienò Carlito con un backslide, trattenendogli illegalmente il costume, per vincere il match.

### Match principale
Il main event dell'evento fu l'incontro valevole per il WWE Championship tra il campione John Cena e lo sfidante Umaga. Durante la fasi iniziali, Umaga dominò letteralmente Cena gettandolo contro dei gradoni d'acciaio per poi colpirlo con un samoan drop. Dopo essere stato colpito da un leg drop e da un superkick, Cena tentò un attacco aereo su Umaga ma questi lo bloccò al volo per poi atterrarlo con una sidewalk slam. In seguito Cena eseguì un facebuster su Umaga il quale, tuttavia, sembrò non risentirne e si rialzò colpendo lo stesso Cena con uno spinning heel kick. Dopo essere stato colpito da due running hip attack, Cena ne evitò una terza per poi tentare la F-U su Umaga che, però, la contrattaccò. Successivamente Cena colpì Umaga con la Protobomb per poi eseguire su di lui il Five Knuckle Shuffle. Cena ritentò quindi la F-U, ma Umaga rovesciò ancora la manovra colpendolo con un belly to belly suplex. Dopo aver eseguito un running headbutt all'angolo, Umaga tentò un altro running hip attack; tuttavia Cena alzò le ginocchia colpendolo in pieno volto per evitare l'attacco. Subito dopo, Cena schienò Umaga con un repentino inside cradle per vincere il match e mantenere il titolo.

## Risultati
| #    | Incontri                                                                       | Stipulazioni                                                                           | Durata |
| ---- | ------------------------------------------------------------------------------ | -------------------------------------------------------------------------------------- | ------ |
| Dark | Vladimir Kozlov ha sconfitto Eugene                                            | Single match                                                                           | 02:00  |
| 1    | Jeff Hardy (c) ha sconfitto Johnny Nitro (con Melina) uscendo dalla gabbia     | Steel cage match per il WWE Intercontinental Championship                              | 14:49  |
| 2    | The Cryme Tyme hanno vinto eliminando per ultimi Lance Cade e Trevor Murdoch   | Tag team turmoil match per determinare i primi sfidanti al World Tag Team Championship | 19:03  |
| 3    | Kenny Dykstra ha sconfitto Ric Flair                                           | Single match                                                                           | 10:02  |
| 4    | Mickie James (c) ha sconfitto Victoria                                         | Single match per il WWE Women's Championship                                           | 06:49  |
| 5    | Edge e Randy Orton (c) vs. Shawn Michaels e Triple H è terminato in no-contest | Tag team match per il World Tag Team Championship                                      | 23:20  |
| 6    | Chris Masters ha sconfitto Carlito (con Torrie Wilson)                         | Single match                                                                           | 05:56  |
| 7    | John Cena (c) ha sconfitto Umaga (con Armando Alejandro Estrada)               | Single match per il WWE Championship                                                   | 17:18  |

### Tag team turmoil match
| Eliminati | Tag-team                                                        | Ordine di entrata | Eliminati da                  |
| --------- | --------------------------------------------------------------- | ----------------- | ----------------------------- |
| 1°        | The Highlanders (Robbie McAllister e Rory McAllister)           | 1°                | The World's Greatest Tag Team |
| 2°        | Jim Duggan e Super Crazy                                        | 3°                | The World's Greatest Tag Team |
| 3°        | The World's Greatest Tag Team (Charlie Haas e Shelton Benjamin) | 2°                | Lance Cade e Trevor Murdoch   |
| 4°        | Lance Cade e Trevor Murdoch                                     | 4°                | Cryme Time                    |
| Vincitori | The Cryme Tyme (JTG e Shad Gaspard)                             | 5°                | —                             |